# Santalales
Santalales Dumort. è un ordine di piante angiosperme a distribuzione cosmopolita, appartenente al clade Superasteridi.
Molte specie dell'ordine sono piante parassite, per lo più semi-parassite, in grado cioè di produrre zuccheri attraverso la fotosintesi, ma che utilizzano i fusti e le radici di altre specie per soddisfare il loro bisogno di acqua e sali minerali.

## Tassonomia
La classificazione APG IV (2016) assegna all'ordine Santalales sette famiglie:
- Olacaceae [nota 1]
- Balanophoraceae
- Loranthaceae
- Misodendraceae
- Schoepfiaceae
- Opiliaceae
- Santalaceae [nota 2]

1. ↑  include Aptandraceae, Coulaceae, Erythropalaceae, Octoknemaceae, Strombosiaceae, Ximeniaceae
2. ↑  include Amphorogynaceae, Cervantesiaceae, Comandraceae, Nanodeaceae, Thesiaceae, Viscaceae

Il Sistema Cronquist (1981) includeva nell'ordine anche le famiglie Dipentodontaceae e Medusandraceae.
La prima, che comprende un unico genere (Dipentodon), è oggi attribuita all'ordine Huerteales.
La seconda, non più accettata, comprendeva due generi, Medusandra e Soyauxia, che sulla base di evidenze molecolari, sono attualmente attribuiti alla famiglia Peridiscaceae dell'ordine Saxifragales.
I rapporti filogenetici tra le famiglie sono schematizzati in questo cladogramma:
|  | Loranthaceae                                                     |
|  |                                                                  |
|  | \| \| Misodendraceae \| \| \| \| \| \| Schoepfiaceae \| \| \| \| |
|  |                                                                  |
|  | Misodendraceae                                                   |
|  |                                                                  |
|  | Schoepfiaceae                                                    |
|  |                                                                  |

|  | Misodendraceae |
|  |                |
|  | Schoepfiaceae  |
|  |                |

|  | Opiliaceae  |
|  |             |
|  | Santalaceae |
|  |             |

|  | Loranthaceae                                                     |
|  |                                                                  |
|  | \| \| Misodendraceae \| \| \| \| \| \| Schoepfiaceae \| \| \| \| |
|  |                                                                  |
|  | Misodendraceae                                                   |
|  |                                                                  |
|  | Schoepfiaceae                                                    |
|  |                                                                  |

|  | Misodendraceae |
|  |                |
|  | Schoepfiaceae  |
|  |                |

|  | Opiliaceae  |
|  |             |
|  | Santalaceae |
|  |             |

|  | Loranthaceae                                                     |
|  |                                                                  |
|  | \| \| Misodendraceae \| \| \| \| \| \| Schoepfiaceae \| \| \| \| |
|  |                                                                  |
|  | Misodendraceae                                                   |
|  |                                                                  |
|  | Schoepfiaceae                                                    |
|  |                                                                  |

|  | Misodendraceae |
|  |                |
|  | Schoepfiaceae  |
|  |                |

|  | Opiliaceae  |
|  |             |
|  | Santalaceae |
|  |             |

|  | Loranthaceae                                                     |
|  |                                                                  |
|  | \| \| Misodendraceae \| \| \| \| \| \| Schoepfiaceae \| \| \| \| |
|  |                                                                  |
|  | Misodendraceae                                                   |
|  |                                                                  |
|  | Schoepfiaceae                                                    |
|  |                                                                  |

|  | Misodendraceae |
|  |                |
|  | Schoepfiaceae  |
|  |                |

|  | Opiliaceae  |
|  |             |
|  | Santalaceae |
|  |             |

|  | Loranthaceae                                                     |
|  |                                                                  |
|  | \| \| Misodendraceae \| \| \| \| \| \| Schoepfiaceae \| \| \| \| |
|  |                                                                  |
|  | Misodendraceae                                                   |
|  |                                                                  |
|  | Schoepfiaceae                                                    |
|  |                                                                  |

|  | Misodendraceae |
|  |                |
|  | Schoepfiaceae  |
|  |                |

|  | Opiliaceae  |
|  |             |
|  | Santalaceae |
|  |             |

|  | Loranthaceae                                                     |
|  |                                                                  |
|  | \| \| Misodendraceae \| \| \| \| \| \| Schoepfiaceae \| \| \| \| |
|  |                                                                  |
|  | Misodendraceae                                                   |
|  |                                                                  |
|  | Schoepfiaceae                                                    |
|  |                                                                  |

|  | Misodendraceae |
|  |                |
|  | Schoepfiaceae  |
|  |                |

|  | Opiliaceae  |
|  |             |
|  | Santalaceae |
|  |             |

|  | Loranthaceae                                                     |
|  |                                                                  |
|  | \| \| Misodendraceae \| \| \| \| \| \| Schoepfiaceae \| \| \| \| |
|  |                                                                  |
|  | Misodendraceae                                                   |
|  |                                                                  |
|  | Schoepfiaceae                                                    |
|  |                                                                  |

|  | Misodendraceae |
|  |                |
|  | Schoepfiaceae  |
|  |                |

|  | Opiliaceae  |
|  |             |
|  | Santalaceae |
|  |             |

|  | Loranthaceae                                                     |
|  |                                                                  |
|  | \| \| Misodendraceae \| \| \| \| \| \| Schoepfiaceae \| \| \| \| |
|  |                                                                  |
|  | Misodendraceae                                                   |
|  |                                                                  |
|  | Schoepfiaceae                                                    |
|  |                                                                  |

|  | Misodendraceae |
|  |                |
|  | Schoepfiaceae  |
|  |                |

|  | Opiliaceae  |
|  |             |
|  | Santalaceae |
|  |             |

Da notare che esistono evidenze molecolari che Olacaceae e Santalaceae siano quasi certamente raggruppamenti non monofiletici.

### Alcune specie

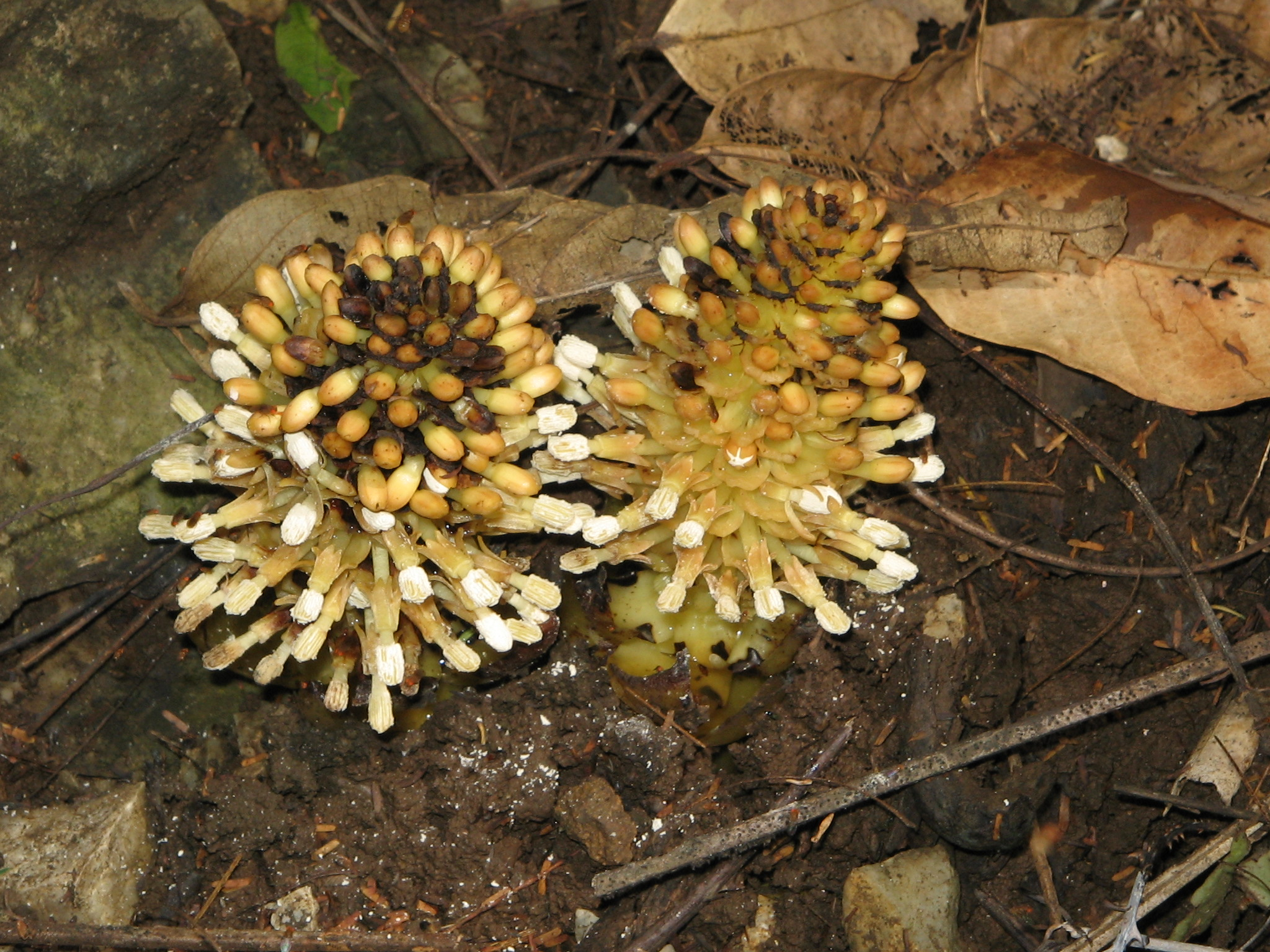
Balanophora fungosa (Balanophoraceae)
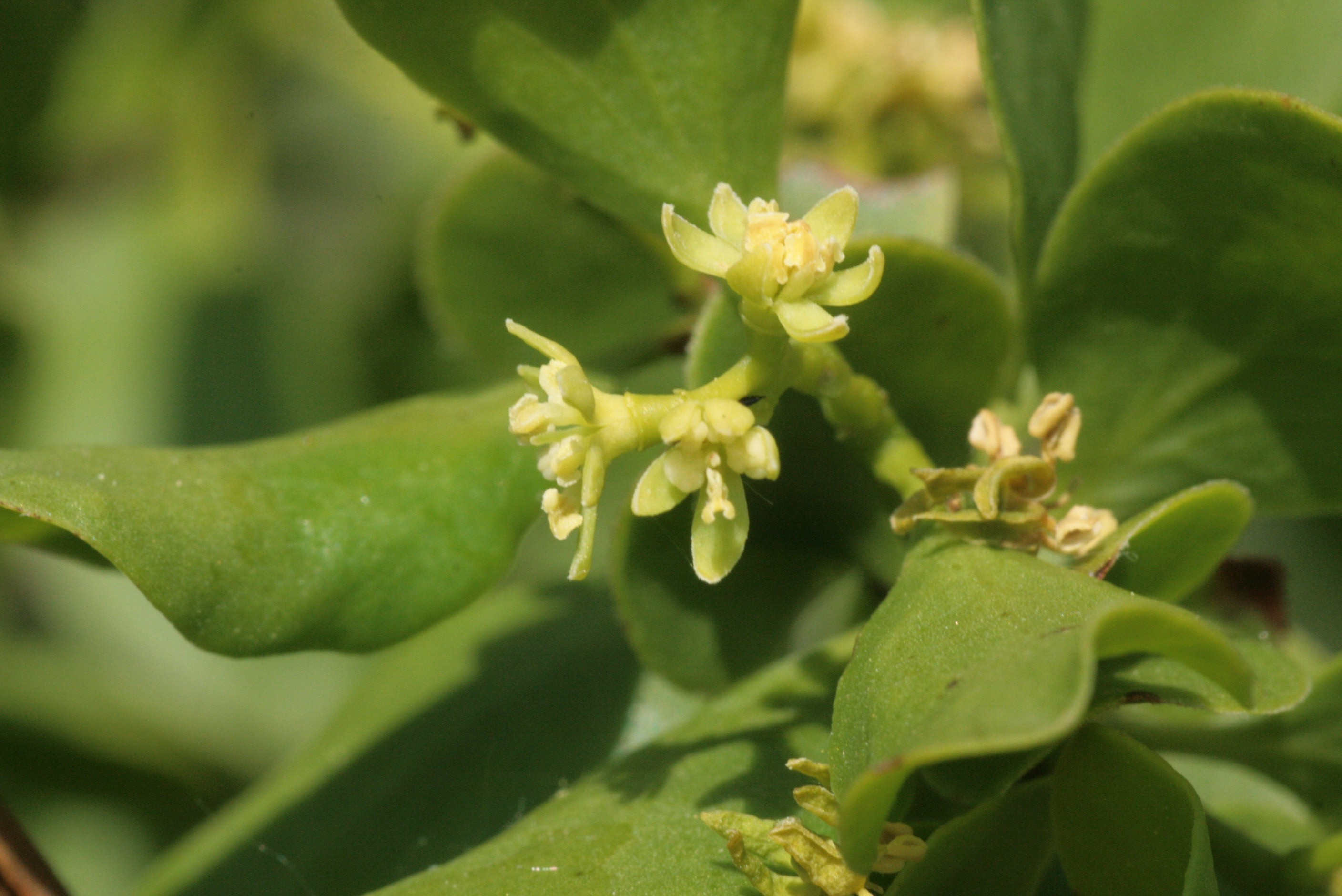
Loranthus europaeus (Loranthaceae)
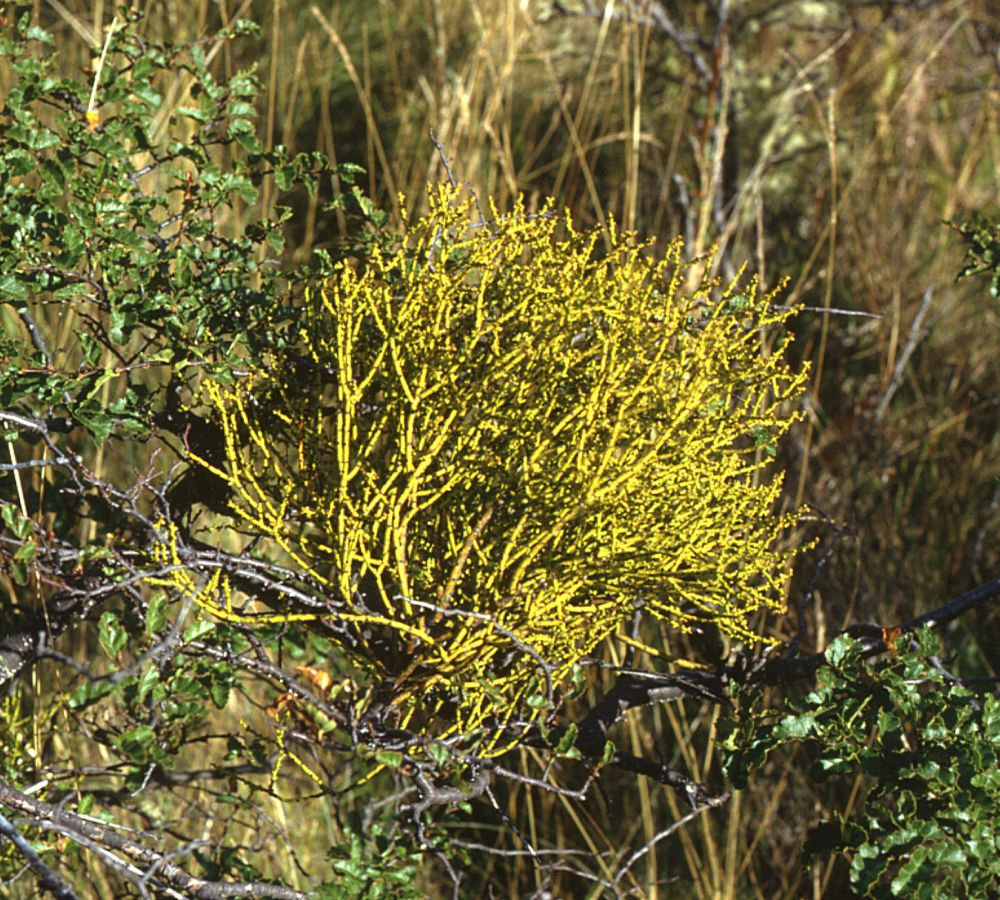
Misodendrum punctulatum (Misodendraceae)
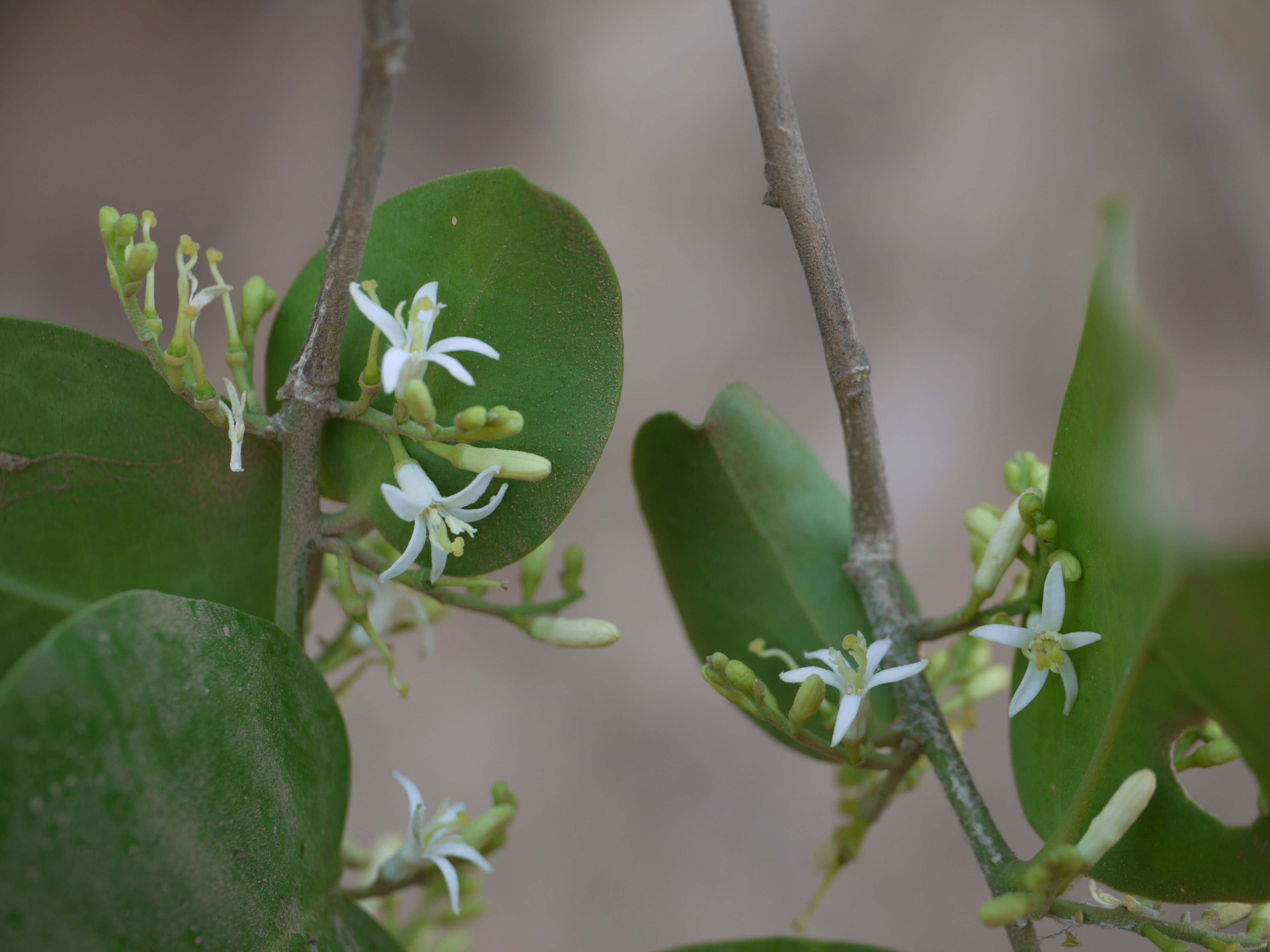
Olax imbricata (Olacaceae)
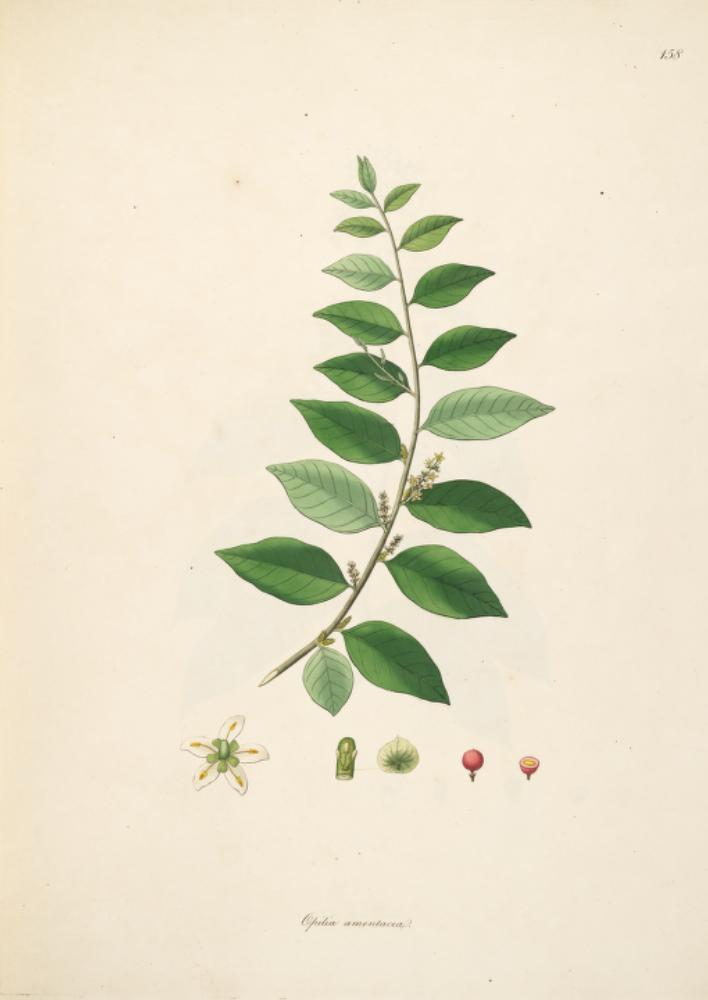
Opilia amentacea (Opiliaceae)
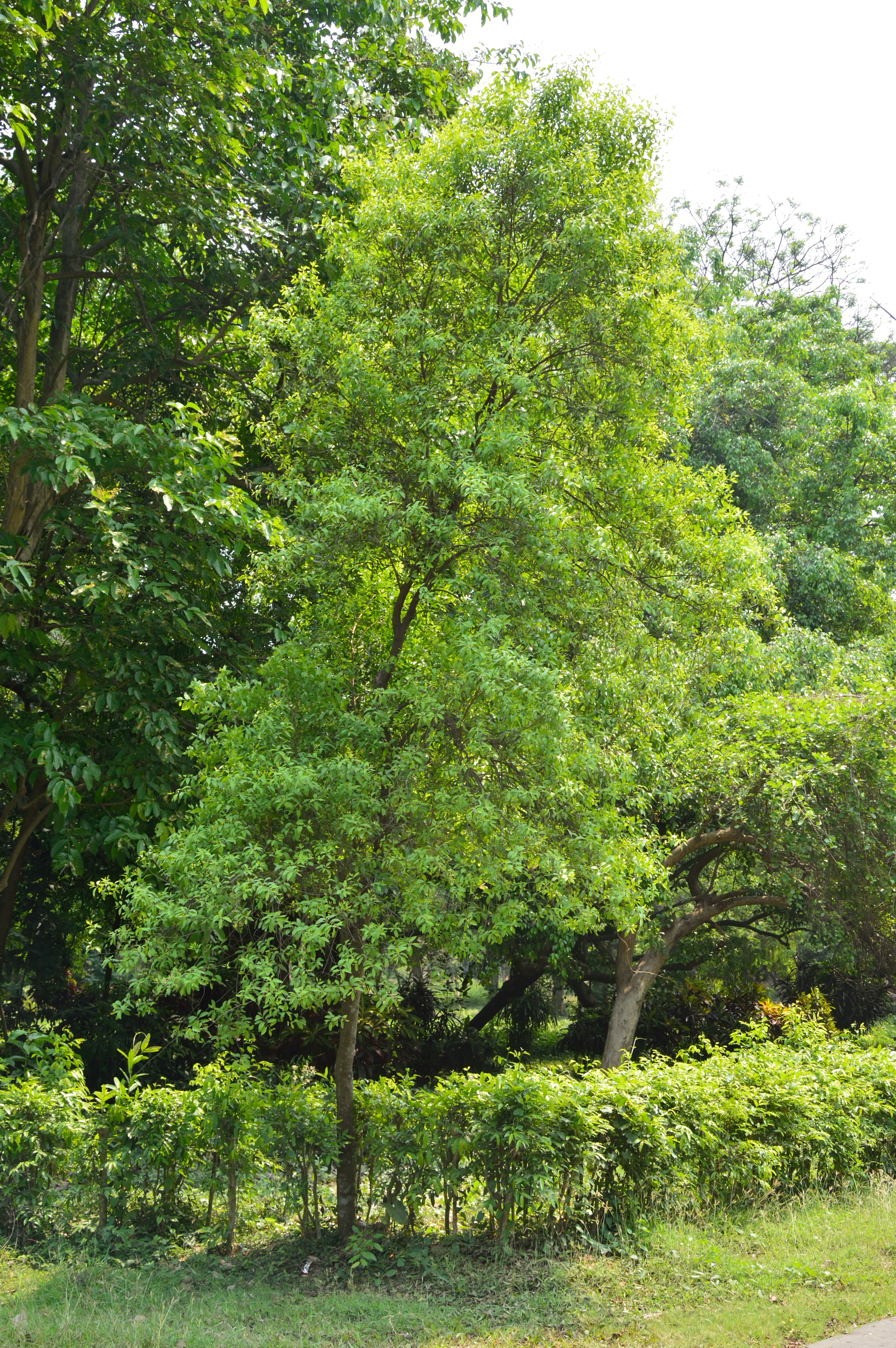
Santalum album (Santalaceae)
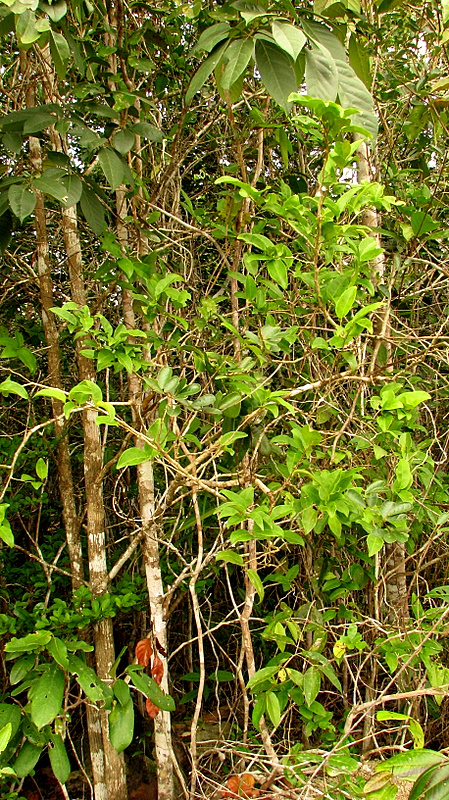
Schoepfia brasiliensis (Schoepfiaceae)